# SGang Gwaii
SGang Gwaaii Llanagaay ("Poble de l'illa del bacallà vermell"), un poblet dels Haida i part de la Parc nacional Gwaii Haanas i lloc patrimonial Haida a Haida Gwaii a la costa nord de la Colúmbia Britànica al Canadà. Està inscrit a la llista del Patrimoni de la Humanitat de la UNESCO des del 1981 i un lloc històric Nacional del Canadà.